# Edgard Farasyn
Edgard Pierre Jozef Farasyn, né le 14 août 1858 à Anvers et mort dans la même ville le 22 mars 1938, est un peintre, aquarelliste et graveur belge. Ses sujets de prédilection sont les paysages, les vues de ville, les marines, les scènes de genre et les animaux.

## Biographie
Edgard Farasyn est élève de Nicaise de Keyser à l'Académie royale des beaux-arts d'Anvers dont il devient professeur dès 1885 et a comme élève Marie Antoinette Marcotte.
Fondateur du groupe Les XIII à Anvers en 1891, il est également membre d'un groupe qui choisit comme devise Wees Uzelf (« Soyez vous-même »). Il expose pour la première fois à Bruxelles en 1878 et emporte plusieurs médailles aux expositions internationales de Sydney (1879), d'Anvers (1894) et de Bruxelles (1897), ainsi qu'au Salon de Gand, en 1883, avec l'œuvre intitulée Le Vieux Marché aux poissons d'Anvers (1882, Anvers, musée des beaux-arts).
Le 8 mai 1896 il est fait  Chevalier de l'ordre de Léopold.

## Œuvre

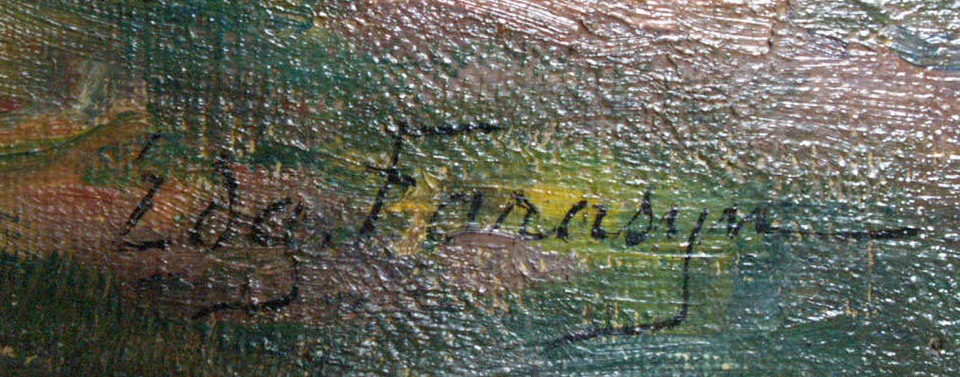
Signature d'Edgar Farasyn.

Peintre de figures d'enfants à ses débuts, il s'oriente très vite vers le plein air dès 1885 en choisissant des scènes de rues et des vues de ville, privilégiant ensuite la mer et les pêcheurs d'Oostduinkerke où il séjournait régulièrement. Faite d'empâtements énergiques, de touches larges et de lumière, son œuvre est empreinte d'austérité. Il réalise également en 1899 les fresques pour l'hôtel de ville d'Anvers. 
- Pêcheurs à chevaux sur la plage, Musée national de la pêche, Oostduinkerke[2]
- Autoportrait Musée national de la pêche, Oostduinkerke[3]
- Pêcheuse dans un paysage de dunes, Musée national de la pêche, Oostduinkerke[4]
- Femme avec une chèvre dans les dunes, Musée national de la pêche[5]

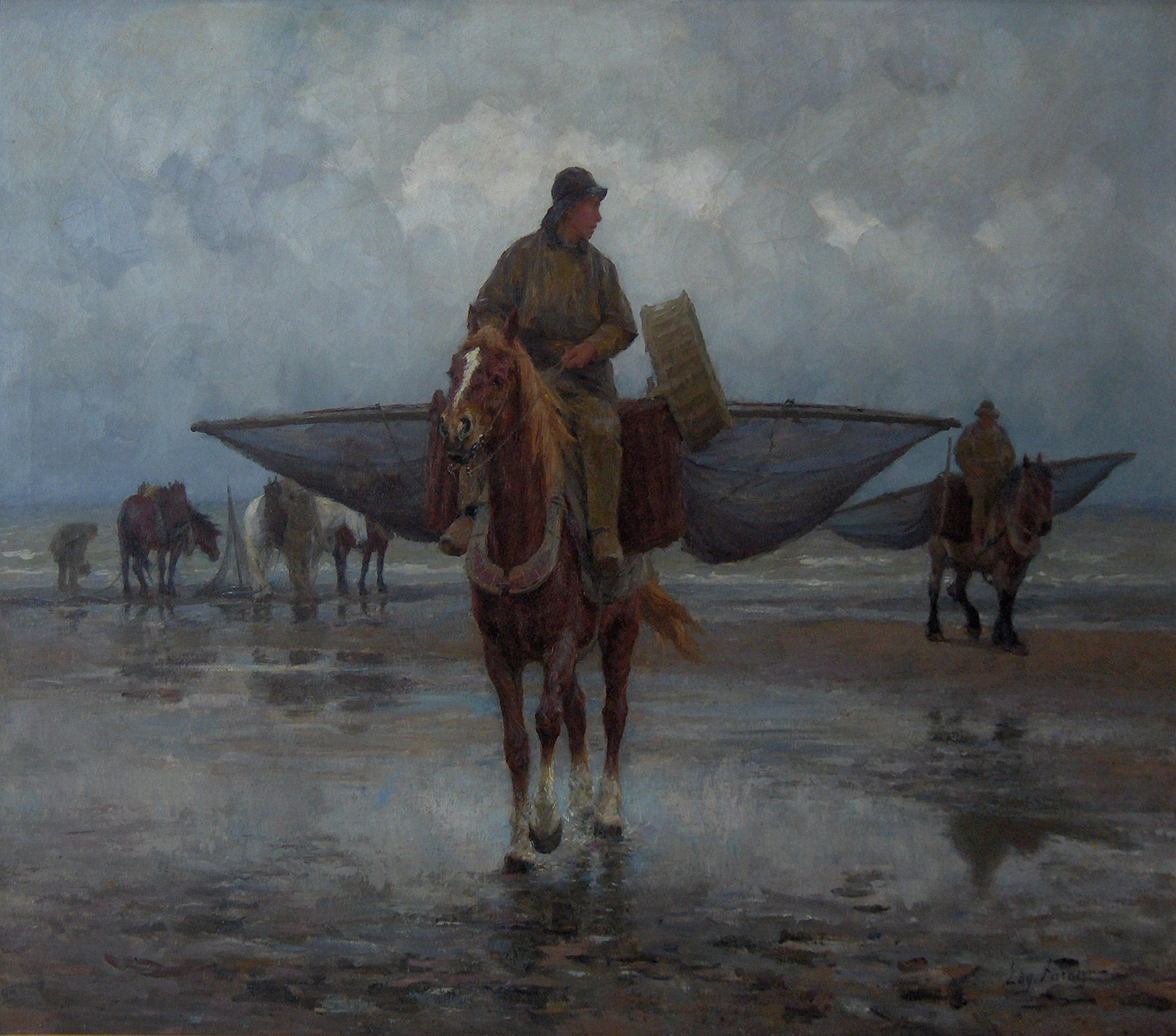
Pêcheur de crevettes à cheval Musée national de la pêche, Ostdunkerque.
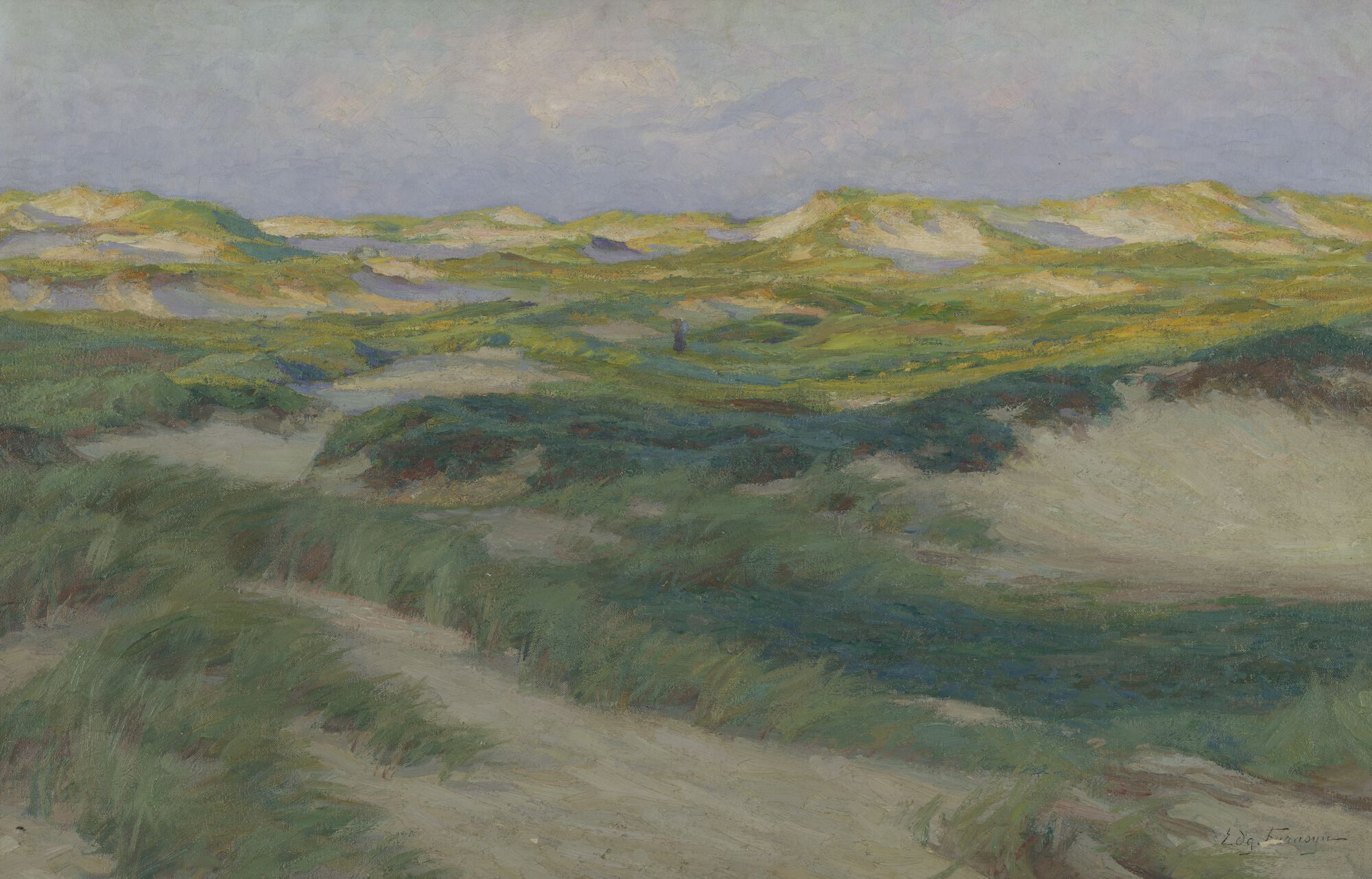
Pêcheuse dans un paysage de dunes Musée national de la pêche.
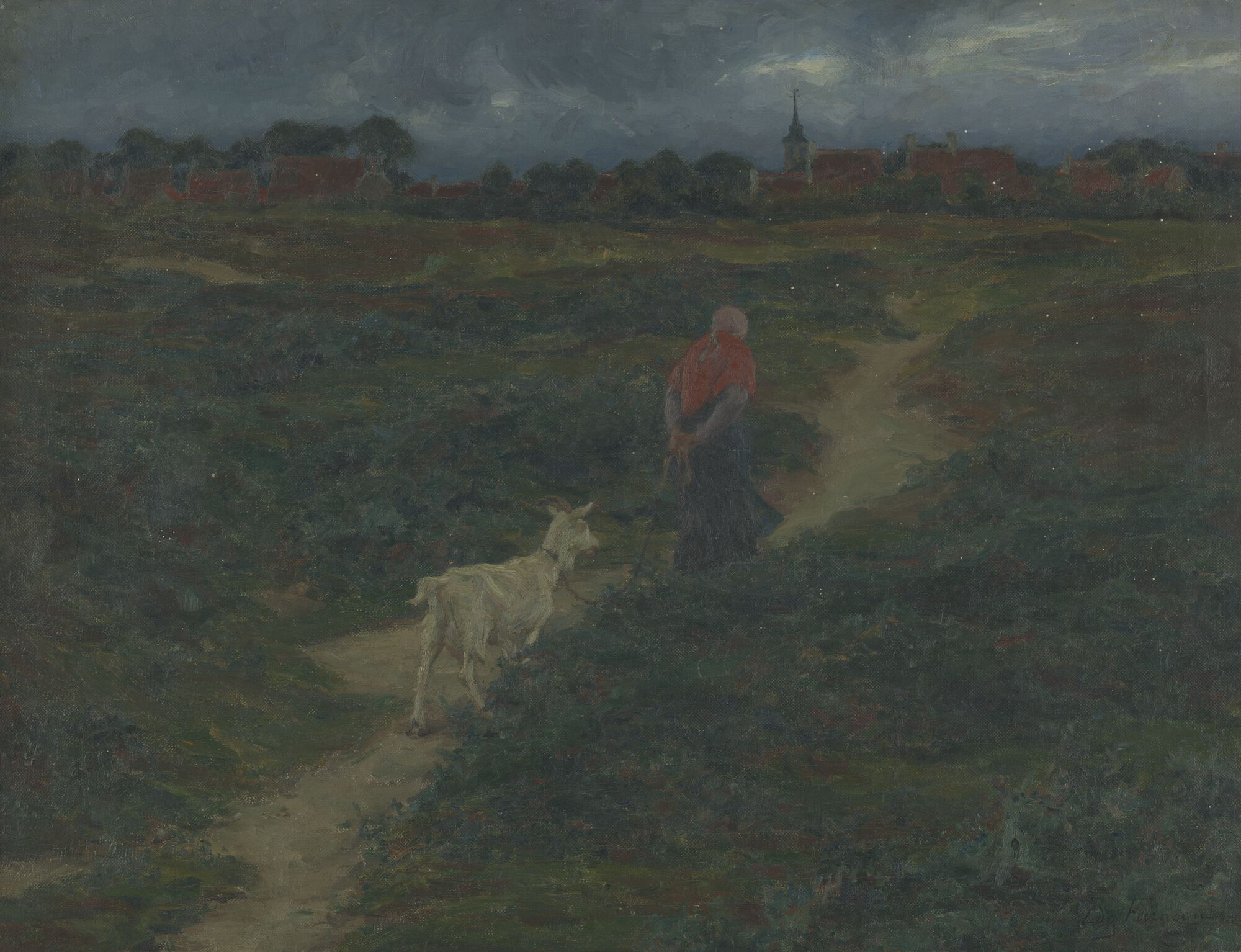
Femme avec une chèvre dans les dunes, Musée national de la pêche.
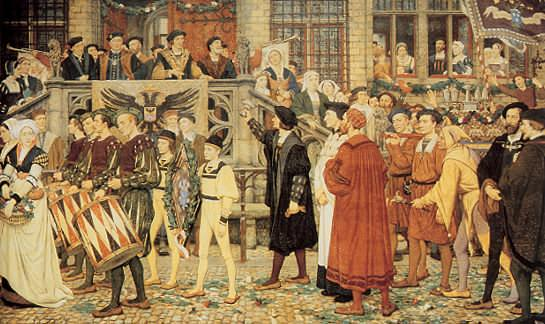
Cortège de la chambre de rhétorique De Violieren, 1899 salle des pas-perdus de l'hôtel de ville d'Anvers.